# Gaspard Gourgaud

Gaspard Gourgaud

Baron Gaspard Gourgaud (* 14. September 1783 in Versailles; † 25. Juli 1852 in Paris) war ein französischer Général de brigade.

## Biografie
Er war der Sohn bürgerlicher Eltern und kam 1798 auf eine polytechnische Schule. Von dort kam er auf die Militärschule in Chalons. Er zeichnete sich in höherer Mathematik und in den Militärwissenschaften aus. Für seine Leistungen wurde er zum Sous-lieutenant befördert und kam als Adjunct des Lehrers für Fortifikation in die Artillerieschule nach Metz.
1801 wechselte er in das „6e régiment d’artillerie à cheval“. Er erhielt eine Kompanie und marschierte 1803 mit dem Regiment nach Hannover. 1803 wurde er Adjutant des Artilleriegenerals Fouche, mit diesem befand er sich auch 1804 im Lager bei Boulogne. Im Feldzug von 1805 war er bei der Armee des Herzogs von Montebello und zeichnete sich beim Übergang über die Donau bei Wien aus (13. November 1805). Dort wurde er durch einen Granatsplitter verwundet. Im Vierten Koalitionskrieg kämpfte er bei Saalfeld und in der Schlacht bei Jena und erhielt für seine Tapferkeit das Kreuz der Ehrenlegion. Für sein Verhalten in der Schlacht bei Friedland wurde er zum Capitaine befördert. Er nahm am Feldzug gegen Spanien teil, wo er bei der Belagerung von Saragossa eine ehrenvolle Erwähnung erhielt. Für den Fünften Koalitionskrieg wurde er nach Österreich verlegt. Er kämpfte in den Gefechten bei Abensberg, Eckmühl, Regensburg, Ebersberg sowie in den Schlachten bei Eßlingen und Wagram. Nach dem Frieden von Schönbrunn wurde er als Direktor in die Gewehrfabrik in Versailles versetzt.
1811 wurde Gourgaud zu einer Erkundung nach Danzig gesandt. Infolge seines ausgezeichneten Berichts machte ihn Napoleon zu seinem Ordonnanzoffizier. Danach erhielt er die Aufgabe, die Inseln an der französischen Westküste zu begutachten. Wegen der Nähe zu England wurden danach auf seinen Rat hin unzuverlässige Mannschaften von dort entfernt. Ferner vermaß er den Kanal von Maumusson (pertuis de Maumusson, zwischen der Insel Oléron und dem Kontinent). Er erkannte, dass dieser für Kriegsschiffe passierbar ist. Dafür wurde er am 1. Januar 1812 zum Baron des Émpire ernannt und erhielt ein Majorat von 2000 Franken.
Als Ordonnanz nahm Gourgaud am russischen Feldzug von 1812 teil. Nach der Schlacht bei Borodino wurde er mit einem Übersetzer nach Moskau geschickt, dort wurde er der erste Franzose, der den Kreml betrat. Er entdeckte dort ein zur Sprengung vorbereitetes Pulverdepot, welches er räumen ließ. Dafür wurde er von Napoleon zum Pair ernannt.
Auf dem Rückzug leitete er den Bau der Brücke über die Beresina, dazu musste er den Fluss zweimal durchschwimmen.
1813 wurde er zum ersten Ordonnanzoffizier ernannt, eine Stelle, die Napoleon nur für ihn geschaffen hatte.
Er zeichnete sich 1813 in der Schlacht bei Bautzen aus. Er begutachtete Dresden, woraufhin Napoleon am 24. August von Schlesien nach Dresden ging und dort seine Schlacht um Dresden schlug.
Dafür erhielt er 6000 Franken sowie das Offizierskreuz der Ehrenlegion. Nach der Völkerschlacht bei Leipzig wurde er zur Bewachung der Brücke in Freiburg an der Unstrut zurückgelassen. Er sollte diese bis zum 21. Oktober halten; es gelang ihm aber, die Brücke bis zum Übergang des Korps Oudinot am 22. zu halten, danach ließ er sie zerstören. Er war auch noch in der Schlacht bei Hanau eingesetzt.

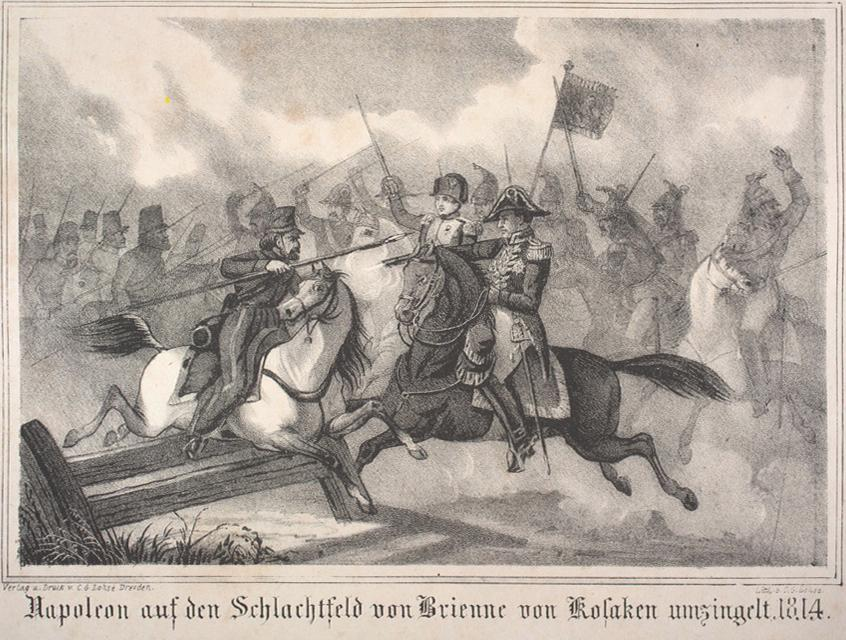
Napoleon auf dem Schlachtfeld von Brienne von Kosaken umzingelt

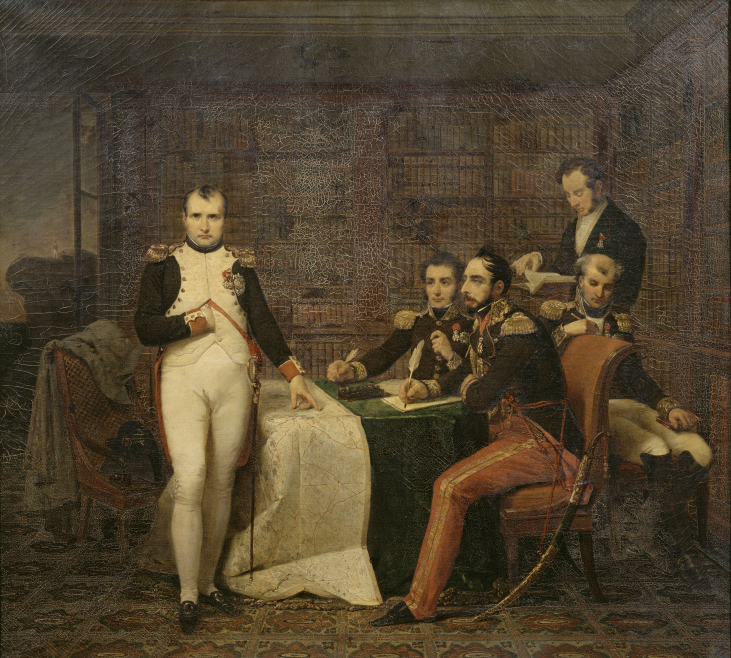
Napoleon diktiert seine Memoiren, Gourgaud vorne rechts sitzend

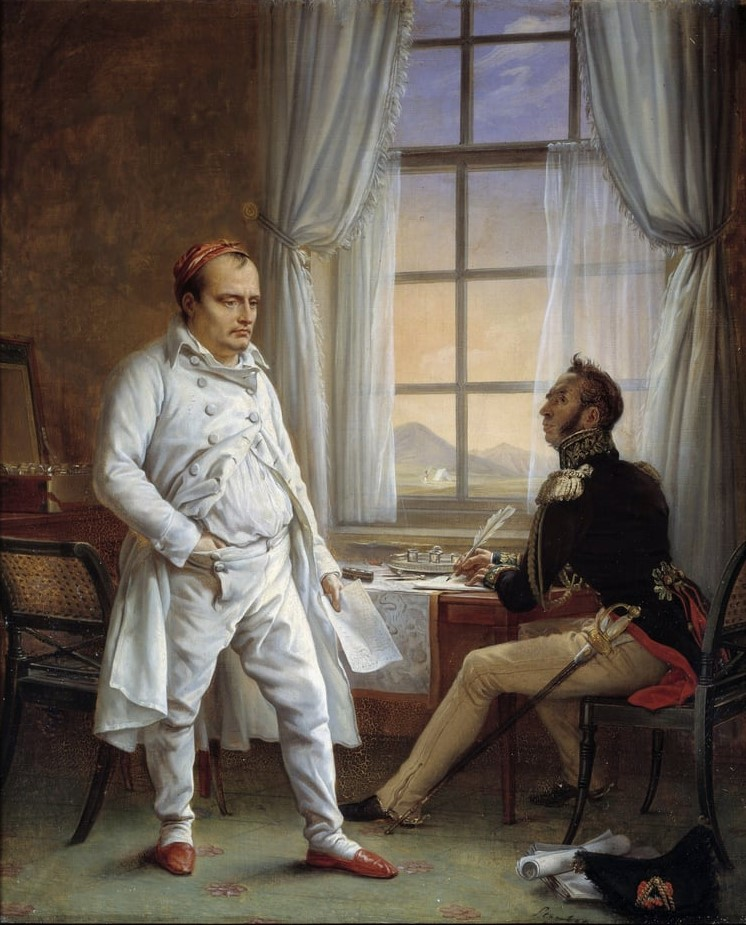
Carl von Steuben: Napoleon diktiert General Gourgaud seine Memoiren, 1820

1814 war er mit dem Wiederaufbau der Armee beschäftigt, aber in der Schlacht bei Brienne rettete er Napoleon das Leben: Er erschoss mit seiner Pistole einen Kosaken, der bereits seine Lanze auf Napoleon angelegt hatte. Gourgaud erhielt dafür vom Kaiser seinen Degen, welchen dieser seit den Feldzügen in Italien bei sich führte. In diesem Jahr wurde er auch zum Général de brigade befördert.
Gourgaud kämpfte bei Montmirail (11. Februar), Nangis (17. Februar) und Laon (10. März). Nach der Eroberung von Reims am 14. März wurde er am 24. März zum Commandeur der Ehrenlegion ernannt. Als Napoleon bei seiner Abdankung seine Getreuen um sich versammelte, war auch Gourgaud dabei.
Nach Napoleons Abdankung schloss sich Gourgaud den Bourbonen an. So wurde ihm der Ordre royal et militaire de Saint-Louis verliehen und er erhielt die Stelle des Chefs des Generalstabs der 1. Militärdivision. Er blieb den Bourbonen treu, bis diese bei der Rückkehr Napoleons aus Paris flohen. Bei seiner Ankunft ließ Napoleon den General zu sich rufen und machte ihn wieder zu seinem Generaladjutanten. Er folgte dem Kaiser in die Schlacht bei Waterloo, wo er als einer der letzten das Schlachtfeld verließ. Nach der Niederlage schickte Napoleon ihn von Rochefort mit einer Botschaft nach England, aber dort wollte man ihn nicht anhören. Unverrichteter Dinge kehrte er zurück und traf Napoleon am 24. Juli auf der Reede vor Torbay.
Er begleitete Napoleon auch nach Sankt Helena, kehrte aber nach drei Jahren nach England zurück, da er das Klima nicht vertrug. Dort veröffentlichte er La Campagne de 1815 (London 1818), wodurch er sich das Missfallen Wellingtons zuzog, so dass er England verlassen musste. Er ging nach Cuxhaven und erhielt erst 1821 die Erlaubnis, wieder nach Frankreich zurückzukehren. Als Napoleon starb, schrieb er mit vier weiteren eine Bittschrift, die Leiche nach Frankreich überführen zu dürfen. Damals wurde nicht weiter darauf eingegangen.
Gourgaud gab mit Montholon die Mémoires pour servir à l’histoire de France sous Napoléon, écrits à Sainte Hélène sous la dictée de l’empereur heraus (8 Bde., London und Paris, 1822–1824).
1830 trat Gourgaud wieder in den aktiven Dienst und wurde Kommandant der Artillerie von Paris und zudem Großoffizier der Ehrenlegion.
1832 machte ihn Louis Philippe zu seinem Adjutanten. 1835 wurde Gourgaud zum Lieutenant-général ernannt. 1840 war er Mitglied der Kommission, die Napoleons Leichnam von Sankt Helena nach Frankreich zurückbrachte. Im folgenden Jahr wurde er in die Pairskammer aufgenommen.
Nach der Februarrevolution 1848 wurde Gourgaud in den Ruhestand versetzt und 1849 in die gesetzgebende Versammlung gewählt.
Gaspard Gourgaud starb am 25. Juli 1852 in Paris. Er ist auf dem Friedhof Père-Lachaise  (Division 23) begraben.

## Familie
Er heiratete 1822 Françoise Marthe Roederer (1783–1823), eine Tochter des Grafen Pierre-Louis Roederer. Das Paar hatte einen Sohn:
- Louis Napoléon Marie Hélène (1823–1879), 2. Baron Gourgaud ⚭ Alexandrine Victoire Catherine Melin-Ramond du Taillis (1836–1915)

## Ehrungen
- 3. März 1807: Ritter der Ehrenlegion
- 3. Februar 1813: baron de l’empire
- 13. August 1813: Offizier der Ehrenlegion
- 14. November 1814: Ritter des Ordre royal et militaire de Saint-Louis
- 23. März 1814: Commandeur der Ehrenlegion
- 20. April 1832: Grossoffizier der Ehrenlegion
- 1836: Großkreuz des Ordre royal et militaire de Saint Georges de la Réunion
- 27. Mai 1837: Ordre de Léopold de Belgique (verleihen von König Leopold I.)
- 23. April 1846: Offizier des Nischan el Iftikhar (verliehen von Mustafa Khaznadar)
- 22. April 1847: Großkreuz der Ehrenlegion
- Die Avenue Gourgaud in Paris (17. Arrondissement) wurde ihm zu Ehren benannt.

## Werke (Auswahl)

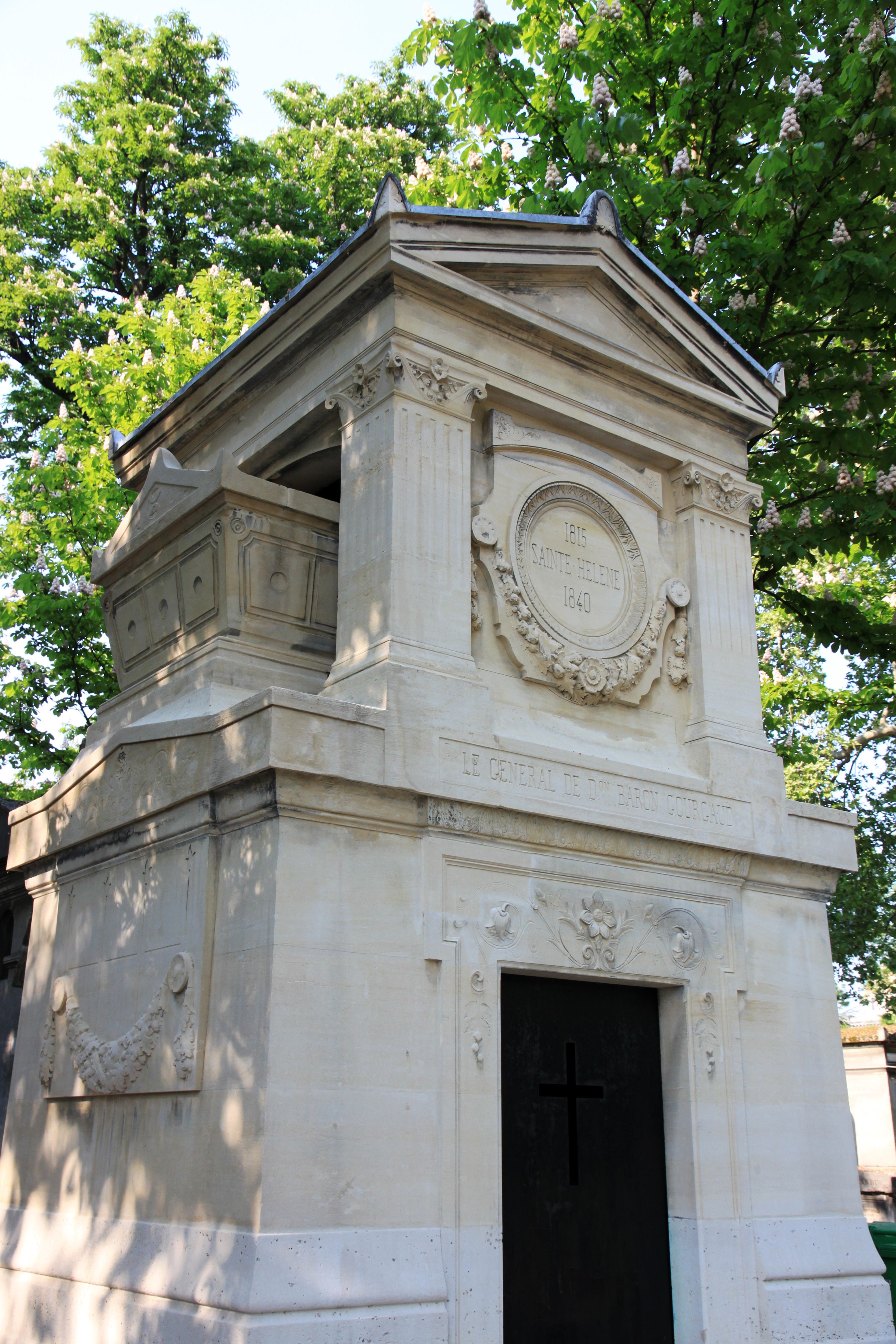
Grab auf dem Cimetière du Père-Lachaise (Division 23)

- Journal inédit de Ste-Hélène, 2 vols., Paris, 1899. Dernière édition par Octave Aubry, « Journal de Sainte-Hélène, 1815–1818 », Paris, Flammarion, 1944–1947.
- Campagne de dix-huit cent quinze ou Relation des opérations militaires qui ont eu lieu en France et en Belgique, pendant les Cent Jours, Paris, P. Mongie Aîné, 1818.
- Mémoires pour servir a l’histoire de France sous Napoléon, Paris, 1822–1823. En collaboration avec Charles-Tristan de Montholon.
- Histoire de Napoléon et de la Grande Armée pendant l’année 1812 et examen critique, Paris, 1825 (Widerlegung des Werkes Histoire de Napoléon et de la Grande Armée pendant l'année 1812 (Paris, 1824), verfasst von Graf Philippe-Paul de Ségur (angeheirateter Onkel von Sophie Rostopschin, Comtesse de Ségur, Tochter des Grafen Fjodor Rostoptschin (1763–1826), der als Stadtgouverneur den Brand des von Napoleon I. besetzten Moskaus ab dem 14. September 1812 beschloss))
- Bourrienne et ses erreurs volontaires et involontaires, ou Observations sur ses Mémoires, 2 vols., Heideloff et Canel, Paris, 1830. En collaboration avec Belliard.
- Journal Intégral, texte établi, présenté et commenté par Jacques Macé, La Bibliothèque de Sainte-Hélène, éditions Perrin, Oktober 2019.